# SMS A 40
SMS A 40 – niemiecki torpedowiec z okresu I wojny światowej, jedna z 24 jednostek typu A 26. Okręt został zwodowany 2 września 1916 roku w stoczni Schichau w Elblągu, a w skład Kaiserliche Marine wszedł we wrześniu 1916 roku. Jednostka została internowana przez Belgów w listopadzie 1918 roku, po czym wcielona do ich floty w czerwcu 1919 roku pod nazwą A 22 PC. Okręt został wycofany ze służby w 1927 roku i następnie złomowany.

## Projekt i budowa
SMS A 40 był jednym z dwudziestu czterech bliźniaczych torpedowców typu A 26 (A II), zaprojektowanych jako rozwinięcie okrętów typu A 1 . Nowe okręty, skonstruowane na podstawie wojennych doświadczeń, były w stosunku do poprzedników większe, szybsze, silniej uzbrojone i miały powiększony zasięg.
A 40 zbudowany został w stoczni Schichau w Elblągu (numer stoczniowy 973) . Stępkę okrętu położono w 1916 roku, a zwodowany został 2 września 1916 roku .

## Dane taktyczno-techniczne
A 40 był przybrzeżnym torpedowcem o długości całkowitej 50 metrów (49 metrów na linii wodnej), szerokości 5,3 metra i zanurzeniu 2,1 metra (maksymalnie 2,34 metra) . Wyporność normalna wynosiła 227 ton, zaś pełna 250 ton . Siłownię okrętu stanowiła turbina parowa Schichau o mocy 3250 KM, do której parę dostarczał jeden kocioł typu Marine . Prędkość maksymalna napędzanego jedną śrubą okrętu wynosiła 25 węzłów. Okręt zabierał zapas 53 ton paliwa, co zapewniało zasięg wynoszący 690 Mm przy prędkości 20 węzłów .
Na uzbrojenie artyleryjskie okrętu składały się dwa pojedyncze działa kalibru 88 mm TK L/30 C 08 . Broń torpedową stanowiła pojedyncza wyrzutnia kal. 450 mm (17,7 cala) . Jednostka wyposażona była też w trały  .
Załoga okrętu składała się z 29 oficerów, podoficerów i marynarzy .

## Służba
Okręt został przyjęty w skład Kaiserliche Marine we wrześniu 1916 roku, służąc nad kanałem La Manche  . 24 marca 1917 roku A 40 (wraz z bliźniaczymi torpedowcami A 39, A 42 i A 45) uczestniczył w ostrzale Dunkierki. Miesiąc później, w nocy z 24 na 25 kwietnia te same okręty powtórzyły akcję, oddając łącznie 350 strzałów w kierunku tego francuskiego portu. 2 maja 1917 roku A 40 i A 42 stoczyły pojedynek z czterema brytyjskimi kutrami torpedowymi CMB, zakończony uszkodzeniem kutra CMB 7. 15 listopada 1918 roku okręt został internowany przez Belgów we Flandrii. W czerwcu 1919 roku torpedowiec wszedł do służby w belgijskiej marynarce wojennej (wówczas Korps der Zeelieden en Torpedisten) pod nazwą A 22 PC . W 1926 roku nazwę okrętu zmieniono na A 22, a w roku następnym na A 40 . Jednostkę wycofano ze służby w 1927 roku i następnie złomowano .